# Egholm (ö i Danmark, Region Syddanmark)
Egholm är en ö i Danmark. Den ligger i Region Syddanmark, i den södra delen av landet intill Bågø. På ön finns främst gräsmark.